# Chilabothrus striatus
Chilabothrus striatus — вид змій родини удавових (Boidae). Мешкає у Домініканській Республіці і Гаїті. 

## Підвиди
Виділяють три підвиди:

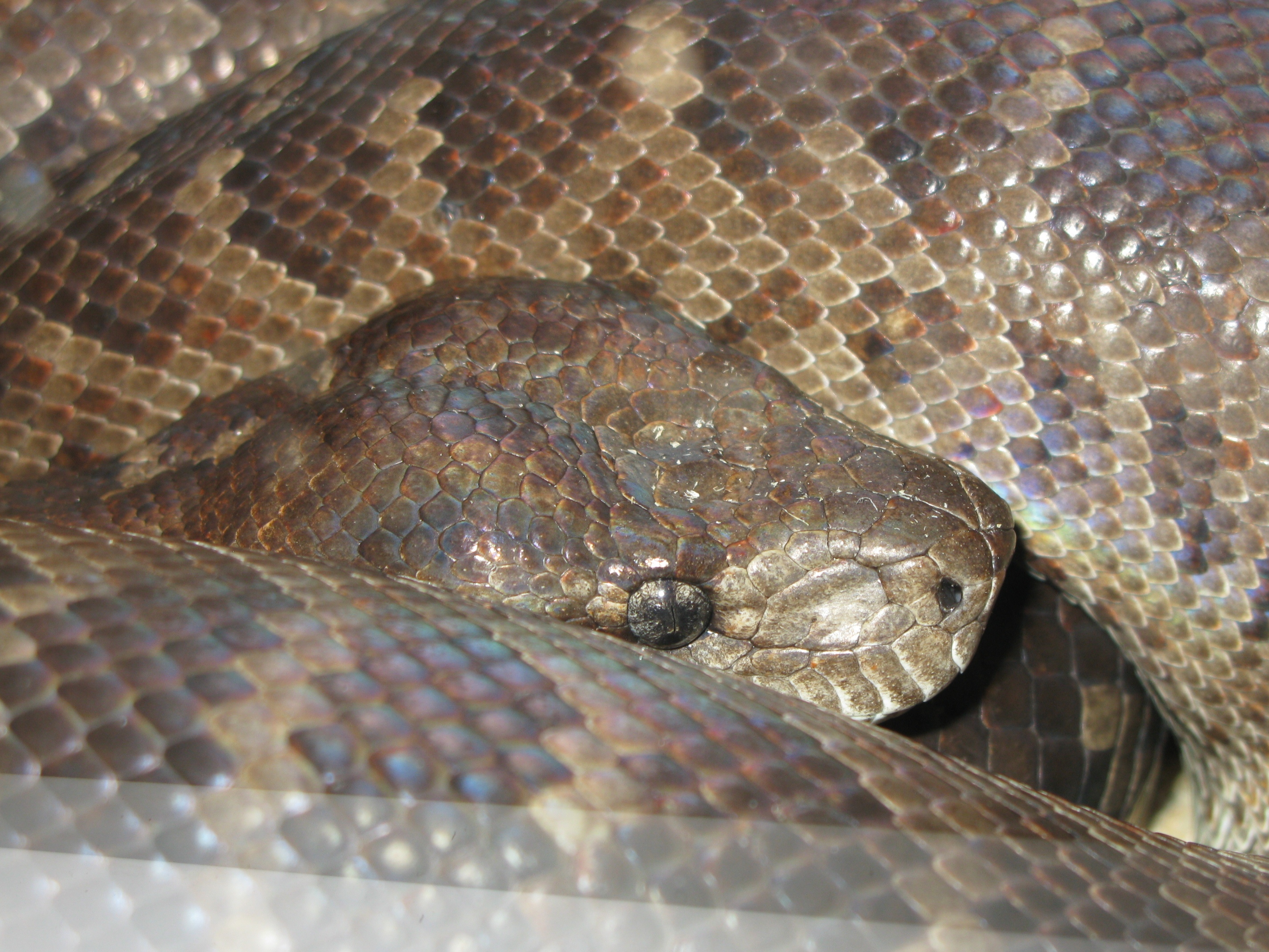
Голова змії

- Chilabothrus striatus striatus (Fischer, 1856;
- Chilabothrus striatus exagistus (Sheplan & Schwartz, 1974);
- Chilabothrus striatus warreni (Sheplan & Schwartz, 1974).

## Поширення і екологія
Chilabothrus striatus поширені на більшій частині острова Гаїті, а також на сусідніх островах Гонав, Саона і Тортуга. Вони живуть в мезофільних соснових і широколистяних лісах, сухих тропічних лісах, на болотах, в чагарникових заростях, на полях і плантаціях, на висоті до 1220 м над рівнем моря. Молоді особини живляться ящрками анолісами, а дорослі — птахами і гризунами. Яйцеживородні.